# Калкув (Опольське воєводство)
Калкув (пол. Kałków, нім. Kalkau) — село в Польщі, у гміні Отмухув Ниського повіту Опольського воєводства.
Населення — 647 осіб (2011).

## Демографія
Демографічна структура станом на 31 березня 2011 року:
|          | Загалом | Допрацездатний вік | Працездатний вік | Постпрацездатний вік |
| -------- | ------- | ------------------ | ---------------- | -------------------- |
| Чоловіки | 304     | 70                 | 201              | 33                   |
| Жінки    | 343     | 70                 | 204              | 69                   |
| Разом    | 647     | 140                | 405              | 102                  |